# Waldemar de Brito
Waldemar de Brito (17. května 1913 – 21. února 1979) byl brazilský fotbalista, který hrál jako útočník. Působil v brazilských a argentinských klubech. Hrál za brazilskou reprezentaci, zúčastnil se Mistrovství světa ve fotbale 1934. Trénoval Pelého v jeho prvním klubu, Bauru a doporučil ho klubu Santos FC. Jeho bratr Petronilho de Brito byl také fotbalista.

## Klubová kariéra
Narodil se v São Paulu, hrál za místní kluby Esporte Clube Sírio, Independência a poté za São Paulo. V roce 1934 přestoupil do Botafoga. V roce 1935 přestoupil do argentinského klubu San Lorenzo de Almagro. Vrátil se zpátky do Brazílie, hrál za Flamengo. V roce 1942 se vrátil do São Paula, v roce 1944 ale z klubu odešel. Hrál za Associação Portuguesa de Desportos. Kariéru ukončil v Portuguesa Santista.

## Reprezentační kariéra
Nastoupil do 18 zápasů za brazilskou reprezentaci, 18krát skóroval. Hrál na Mistrovství světa ve fotbale 1934, kde byla Brazílie v 1. kole vyřazena Španělskem. V zápase kopal penaltu, ale Ricardo Zamora jeho střelu vyrazil.